# Gerontopsykiatri
Gerontopsykiatri – Geron er græsk for olding så det betyder ældre-psykiatri.
Primært beskæftigende sig med psykiske lidelser hos ældre.
I forbindelse med udviklingen af forskellige psykofarmaka er gruppen af ældre sindssyge velbehandlet, og ikke som tidligere vanvittige blomster i frø.
Gerontopsykiatrien beskæftiger sig nu primært med demenssygdomme i udvikling, hvor adfærds- og kognitionsforstyrrelser er det primære problem, og affektive lidelser, som aldersdepression og mani kan forekomme.